# Naszim
Naszim (hebr. סדר נשים; pol. kobiety) – trzeci z sześciu porządków Miszny. Zawiera prawa dotyczące zawierania małżeństwa i uzyskiwania rozwodu oraz obowiązków spoczywających na małżonkach. Włączono do niego dwa traktaty regulujące sprawę składania ślubów.

## Podział
Porządek Naszim obejmuje 7 traktatów:
1. Jewamot (hebr. יבמות; pol. lewirat); o prawie poślubienia bezdzietnej szwagierki (małżeństwo lewirackie) oraz procedurze odstąpienia od tego obowiązku (chalica).
2. Ketuwot (hebr. כתובות; pol. kontrakty małżeńskie); o prawie regulującym sprawę posagu i kontraktu ślubnego.
3. Nedarim (hebr. נדרים; pol. śluby); o prawie odnoszącym się do składania ślubów oraz przepisach zwalniających z ich wykonania
4. Nazir (hebr. נזיר; pol. nazirejczyk); o prawie odnoszącym się do ślubów nazireatu.
5. Sota (hebr. סוטה; pol. kobieta podejrzana o cudzołóstwo); o prawie odnoszącym się do traktowania kobiety podejrzanej o cudzołóstwo.
6. Gittin (hebr. גיטין; pol. rozwody); o prawie dotyczącym wypisywania listu rozwodowego .
7. Kidduszin (hebr. קידושין; pol. zaślubiny); o prawie regulującym zawieranie małżeństwa[1].

## Liczba rozdziałów i stron
Poniżej przedstawiono zestawienie liczby rozdziałów Miszny i Tosefty w obrębie traktatów Porządku Naszim, a także liczbę stron w Talmudzie Babilońskim oraz Jerozolimskim, jaką dany traktat zajmuje. Liczbę stron podano według edycji wileńskiej.
|           | LICZBA ROZDZIAŁÓW | LICZBA ROZDZIAŁÓW | LICZBA STRON      | LICZBA STRON        | LICZBA STRON |
| --------- | ----------------- | ----------------- | ----------------- | ------------------- | ------------ |
| TRAKTAT   | MISZNA            | TOSEFTA           | TALMUD BABILOŃSKI | TALMUD JEROZOLIMSKI |              |
| Jewamot   | 16                | 14                | 122               | 85                  |              |
| Ketuwot   | 13                | 12                | 112               | 72                  |              |
| Nedarim   | 11                | 7                 | 91                | 40                  |              |
| Nazir     | 9                 | 6                 | 66                | 47                  |              |
| Sota      | 9                 | 15                | 49                | 47                  |              |
| Gittin    | 9                 | 7                 | 54                | 90                  |              |
| Kidduszin | 4                 | 5                 | 48                | 82                  |              |